# The Constant Gardener
The Constant Gardener is een Britse film uit 2005 geregisseerd door Fernando Meirelles en geschreven door Jeffrey Caine. Het is een verfilming van het boek De toegewijde tuinier van John le Carré. Hoofdrollen worden vertolkt door Ralph Fiennes, Rachel Weisz, Hubert Koundé, Danny Huston en Bill Nighy.

## Verhaal
De film gaat over een Britse diplomaat, Justin Quayle (Ralph Fiennes), die op een dag verliefd wordt op de mensenrechtenactivist Tessa. Ze haalt hem over om haar mee te nemen op zijn reis naar Afrika. De twee worden verliefd en treden in het huwelijk.
Dan wordt Tessa op een dag vermoord aangetroffen, samen met haar chauffeur. Haar collega, Arnold Bluhm, wordt verdacht van de moord maar wordt later zelf ook slachtoffer van de ware dader. Er doen geruchten de ronde over het motief van hun dood, waaronder dat ze een relatie zouden hebben. Justin gelooft dit niet en gaat zelf op onderzoek uit.
Bij zijn onderzoek raakt Justin verstrikt in een netwerk van corruptie. Zo blijkt dat Tessa enkele smerige praktijken op het spoor gekomen is en Justin ontdekt een complot dat al heel wat mensen het leven heeft gekost. Hij komt op het spoor van een corrupte tak van de farmaceutische industrie die mensen in Afrika gebruikt als proefpersonen voor hun nieuwe medicijnen.

## Rolverdeling
| Acteur          | Personage         |
| --------------- | ----------------- |
| Ralph Fiennes   | Justin Quayle     |
| Rachel Weisz    | Tessa Quayle      |
| Hubert Koundé   | Arnold Bluhm      |
| Danny Huston    | Sandy Woodrow     |
| Daniele Harford | Miriam            |
| Archie Panjabi  | Ghita Pearson     |
| Bill Nighy      | Bernard Pellegrin |

## Achtergrond
Reacties op de film waren doorgaans erg positief. Roger Ebert van de Chicago Sun-Times noemde het een van de beste films van dat jaar. Niet alle critici waren echter even tevreden.
Op Rotten Tomatoes scoort de film 84% aan goede beoordelingen.

## Prijzen en nominaties
In 2006 werd de film genomineerd voor vier Oscars, waaronder:
- Beste vrouwelijke bijrol (Rachel Weisz)
- Beste scenario, gebaseerd op een ander werk

Tijdens de prijsuitreiking op 6 maart won Weisz haar eerste Oscar.